# Daniele
Daniele je moško osebno ime.

## Izvor imena
Ime Danilele je različica moškega osebnega imena Danijel.

## Pogostost imena
Po podatkih Statističnega urada Republike Slovenije je bilo na dan 31. decembra 2007 v Sloveniji število moških oseb z imenom Daniele: 17.

## Osebni praznik
V koledarju je ime zapisano skupaj z imenom Danijel.